# The Best Traditional Recipes of Greek Cooking
The Best Traditional Recipes of Greek Cooking är en kokbok på engelska med recept från det grekiska köket skriven av Maria Mavromataki och utgiven av Haitalis.